# Moltkedenkmal (Düsseldorf)

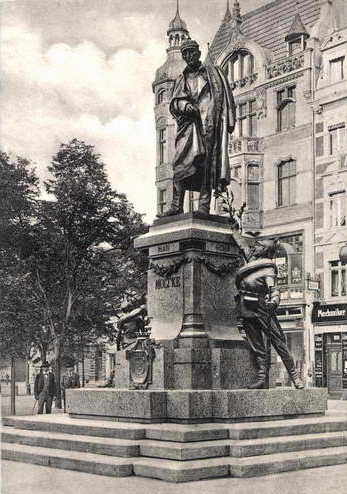
Moltkedenkmal in Düsseldorf (1906)

Das Moltke-Denkmal in Düsseldorf wurde von den Düsseldorfer Bildhauern Josef Tüshaus und Joseph Hammerschmidt geschaffen und am 27. November 1901 enthüllt. Es ist eines von vielen Moltke-Denkmälern, die im Deutschen Reich an verschiedenen Orten zur Erinnerung an den preußischen Generalfeldmarschall Helmuth Karl Bernhard von Moltke aufgestellt wurden.

## Geschichte
Das Düsseldorfer Moltke-Denkmal stand am südlichen Ende der heutigen Heinrich-Heine-Allee (heute Heinrich-Heine-Platz), vor dem Wilhelm-Marx-Haus und zunächst vor dem Kymly’schen Geschäftshaus, das wenige Jahre später durch das Carsch-Haus ersetzt wurde. Im Zweiten Weltkrieg wurde das Denkmal durch den Luftangriff vom 3. November 1943 stark beschädigt, erhalten blieb jedoch die Figurengruppe Schmied mit Knabe von Hammerschmidt, die den Denkmalsockel schmückte. Das beschädigte Denkmal musste der zwischen 1947 und 1949 vorgenommenen Straßenumgestaltung vor dem Wilhelm-Marx-Haus und den dort neu angelegten Parkplätzen weichen. Nach dem Entwurf des Architekten Jörg Metz wurde die erhaltene Figurengruppe 1994 auf dem Martin-Luther-Platz vor der Johanneskirche erneut aufgestellt und am 10. Dezember des Jahres eingeweiht. Hier bildet das Relikt des Moltkedenkmals zusammen mit dem Bismarck- und dem Kaiser-Wilhelm-Denkmal wieder die ursprüngliche wilhelminische „Skulpturentrilogie“.

## Beschreibung

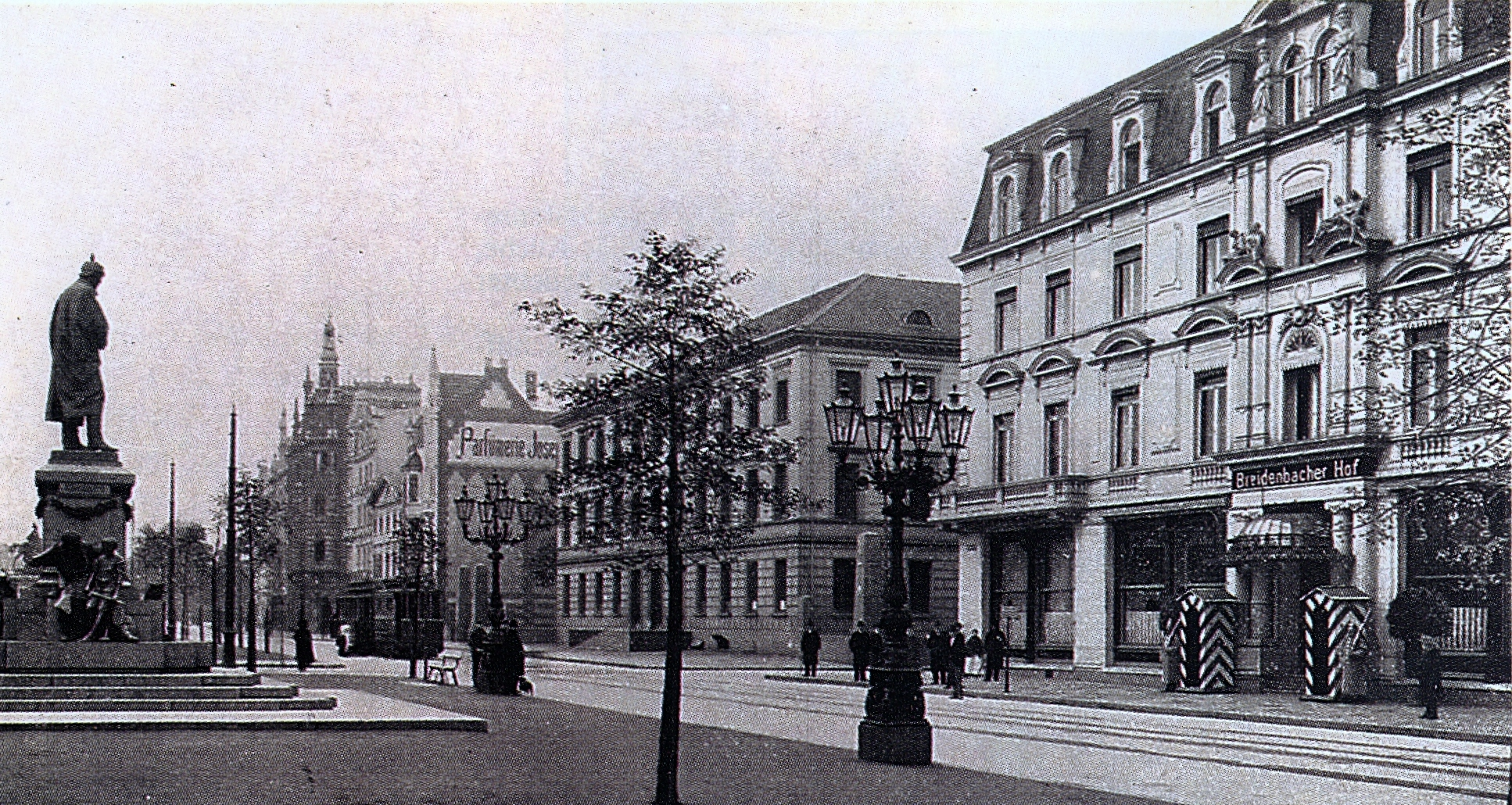
Moltkedenkmal um das Jahr 1900 am alten Standort in der Heinrich-Heine-Allee, damals noch Alleestraße

Die Bronzeplastik von Josef Tüshaus stellte den preußischen Generalfeldmarschall von Moltke dar; sie „zeigt[e] den Schlachtendenker voll Lebenswahrheit im greisenhaften Alter“.
Die den Sockel flankierenden Figuren von Joseph Hammerschmidt sollten das „‚Wagen und Wägen‘, die jauchzende Begeisterung der Krieger und die eindringliche Mahnung an Deutschlands Jugend“ darstellen und das zeitgenössisch propagierte Sprach- und Geschichtsbild von Blut und Eisen evozieren. So stellte die Figur auf der einen Seite des Sockels einen jubelnden Krieger dar; auf der anderen Seite des Sockels befand sich eine Figurengruppe, die einen „alten Veteranen“ zeigte, der seinem Enkel von den „Kriegstaten des großen Strategen“ erzählt. Allein diese Figurengruppe Schmied mit Knabe hat den Zweiten Weltkrieg überstanden und steht heute auf dem Martin-Luther-Platz. Die in den kreuzförmigen Sockel integrierte Tafel besagt (in Versalien, Stand 20. Juli 2023):
Die Figurengruppe „Schmied mit Knabe“, geschaffen 1901 von J. Hammerschmidt, ist Relikt des Moltke-Denkmals, das auf der Heinrich-Heine-Allee stand.
„Jong, jangk en de Aldestadt on hol mech fönef Alt[.]“
Diesen anekdotenhaften Ausspruch des Schmieds leitet der Volksmund aus dessen Fingerhaltung ab.
Mit der Kreuzform des Sockels soll der Zerstörung des Denkmals und der Opfer des Krieges gedacht werden.

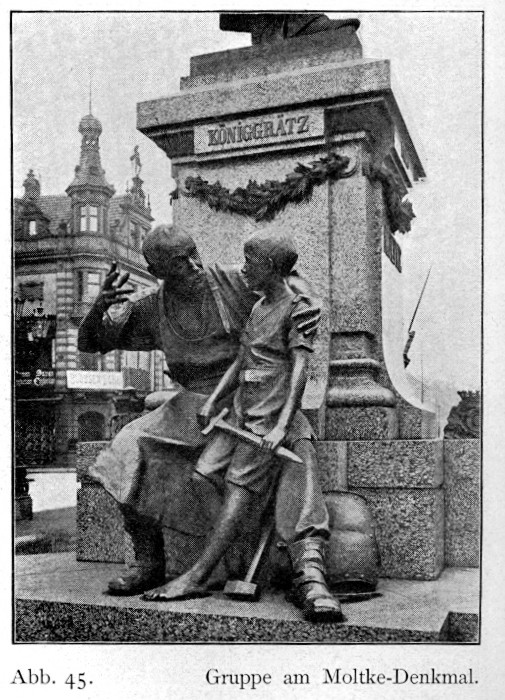
Figurengruppe Schmied mit Knabe (ca. 1904)
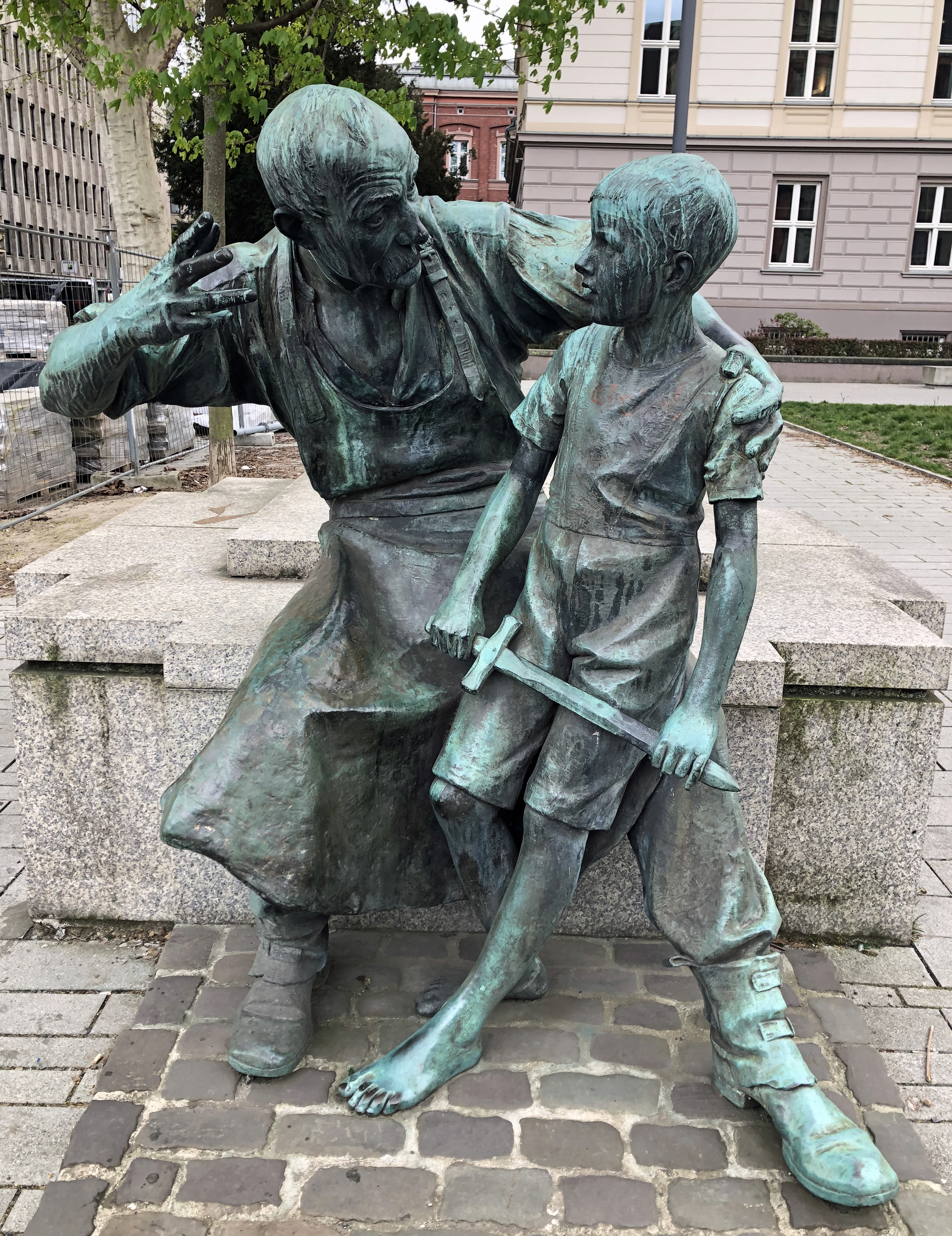
Figurengruppe Schmied mit Knabe (2020)
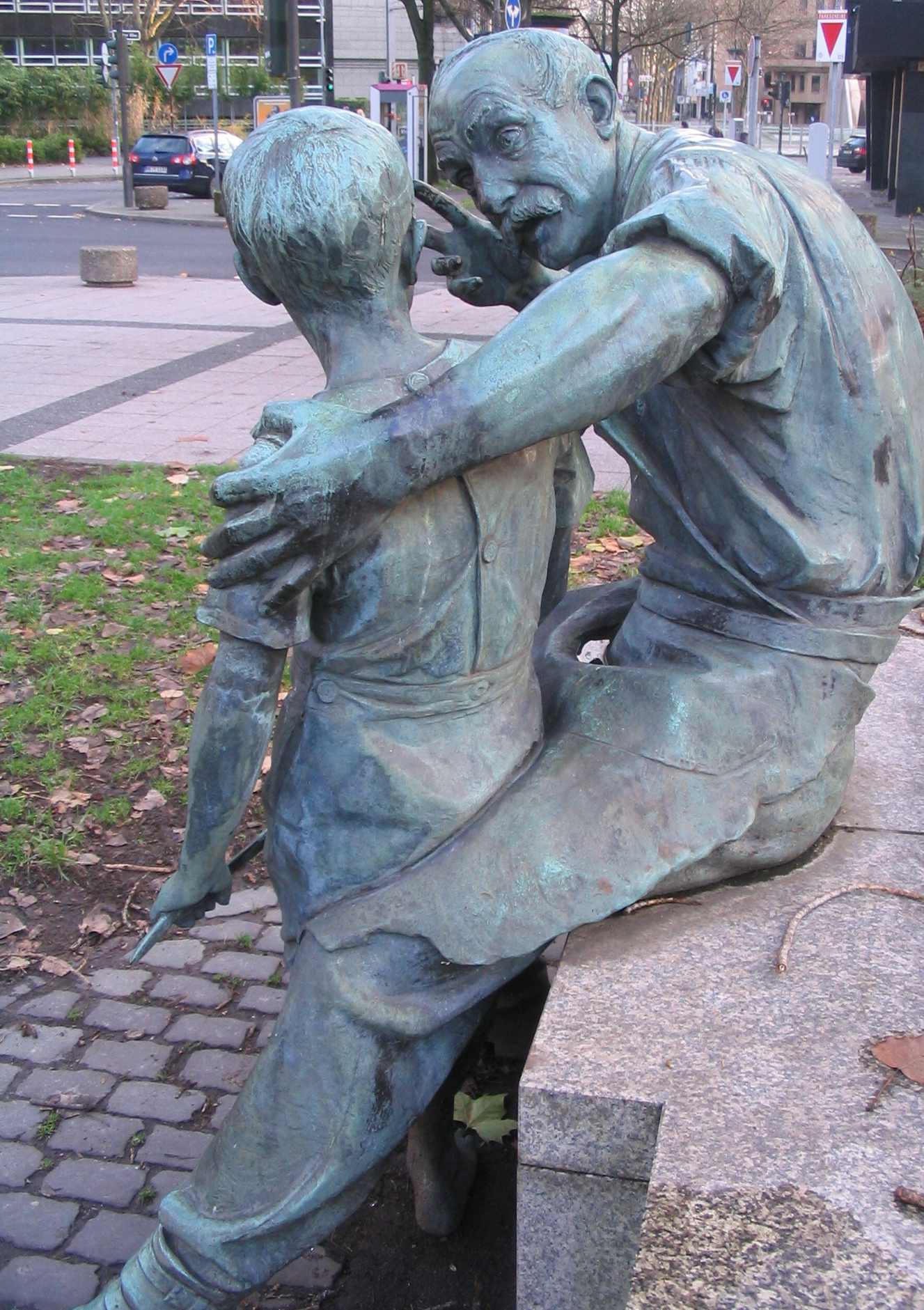
Figurengruppe Schmied mit Knabe (2011)
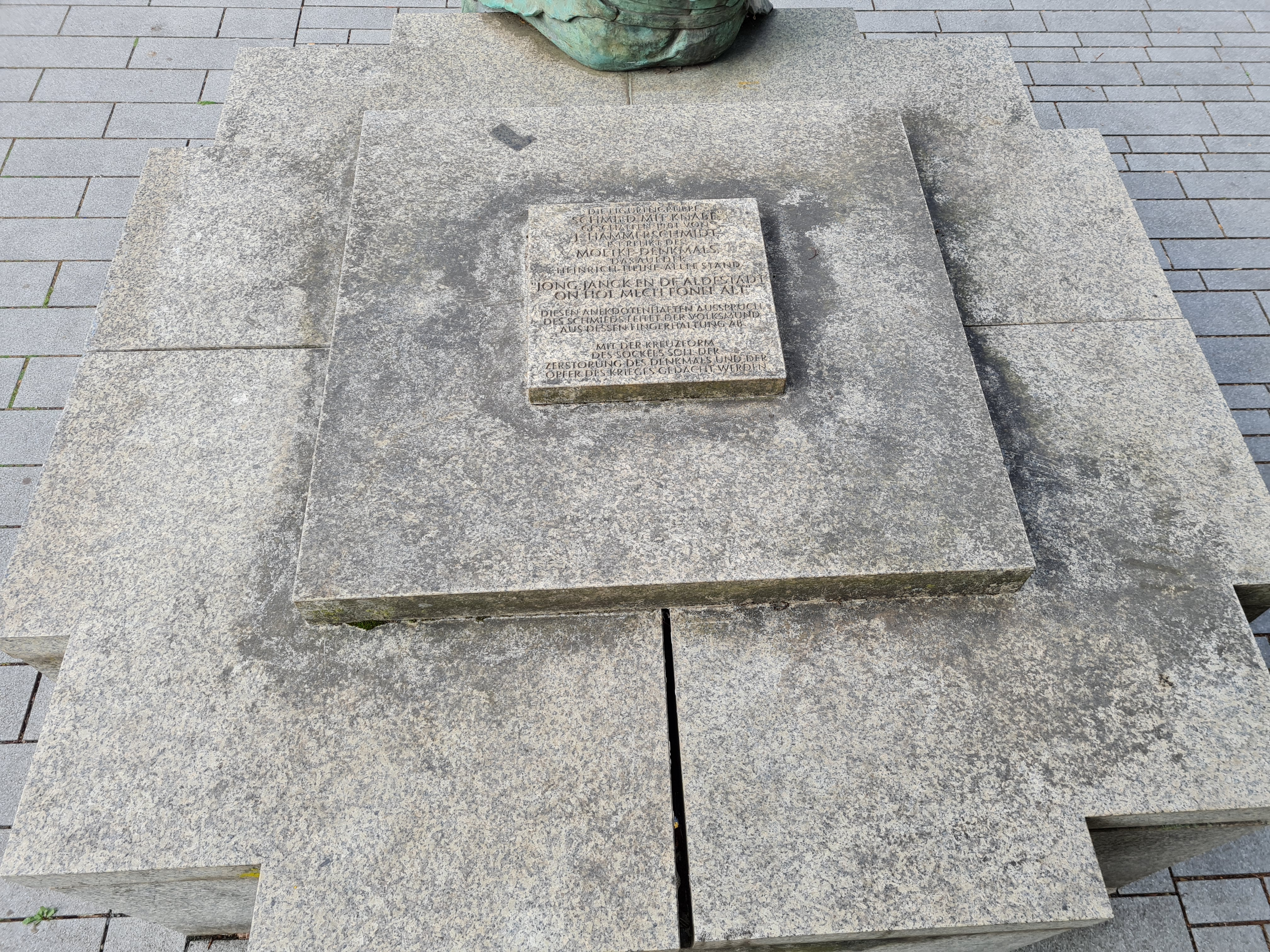
Kreuzsockel (2023)
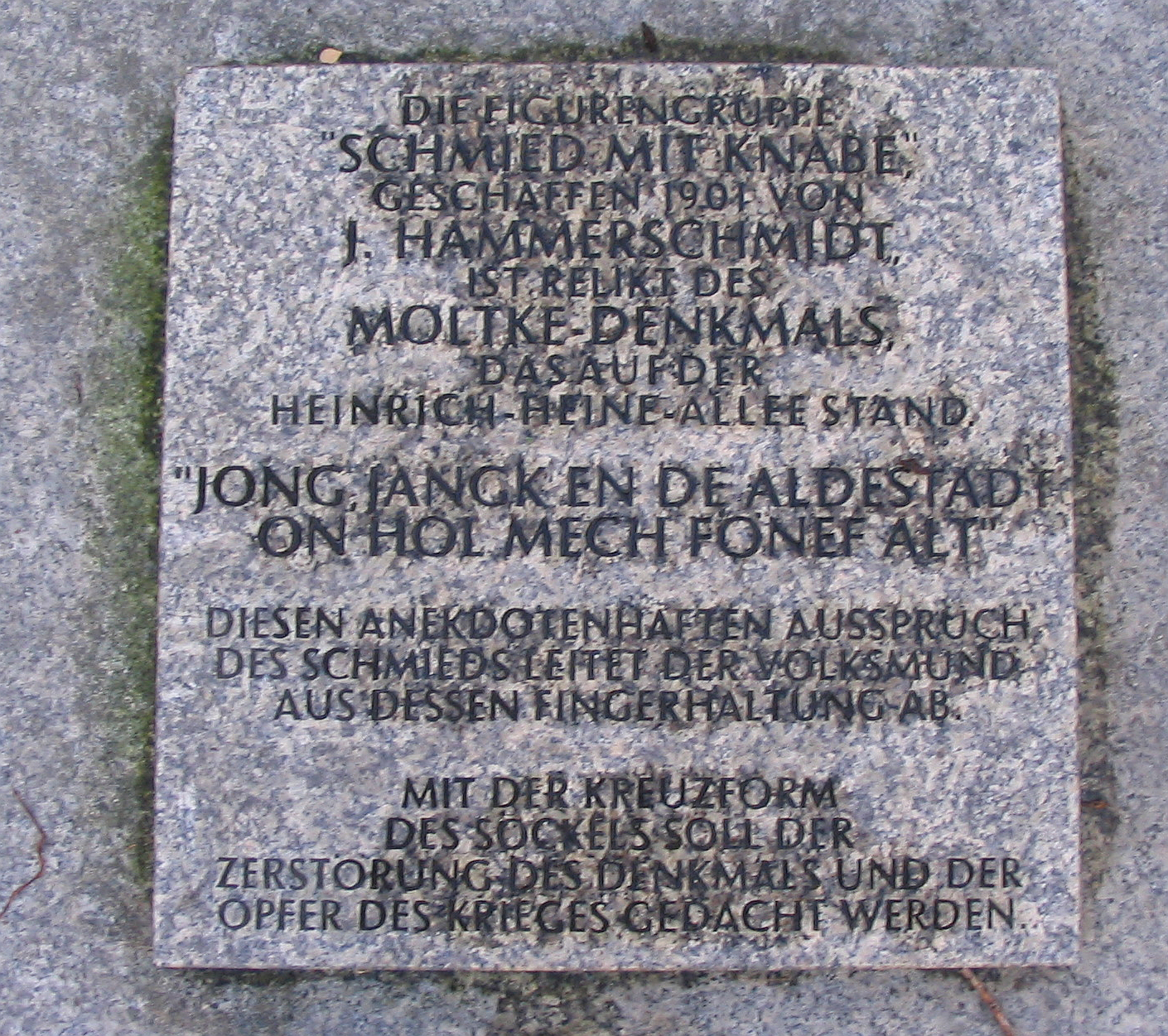
Tafel im Sockel

Eine separate Erklärtafel, die sich auf alle drei Denkmäler am Martin-Luther-Platz bezieht (Text in Versalien), steht am Bürgersteig auf Höhe des Kaiser-Wilhelm-Denkmals (Stand 29. Juni 2023):
Im Jahre 1896 wurde das von Karl Janssen (1855-1927) geschaffene Kaiser-Wilhelm-Denkmal auf der Alleestraße, der heutigen Heinrich-Heine-Allee, aufgestellt.
1899 folgte das Bismarck-Denkmal von August Bauer (1868-1961) und Johannes Röttger (1864-1943).
Als drittes Monument wurde 1901 das Moltke-Denkmal von J.C.Hammerschmitt (1873-1926) enthüllt. Letzteres ging im 2. Weltkrieg bis auf eine Sockelplastik verloren.